# Ben je geil of wil je een koekje?
Ben je geil of wil je een koekje? is de debuutsingle van de Nederlandse band Titt'n uit 1997. Het stond in augustus 1998 als eerste track op het album Koekje.. En andere tussendoortjes.

## Achtergrond
Ben je geil of wil je een koekje? is geschreven door Joe Strummer, Mick Jones en Tom Peters. Het is een bewerking van het nummer Should I Stay or Should I Go van The Clash. Het is een carnavalesk nummer waarin de liedverteller aan een vrouw vraagt of ze vandaag geil is. De bandleden namen het nummer op toen ze nog op de middelbare school zaten. Frontman Ronald Buld noemde het lied een uit de hand gelopen grap. Het lied is ontstaan in het dorpshuis van Ruinerwold. In 2021 kwamen de bandleden erachter dat het lied bijna goud was, waarna ze opriepen om het lied op Spotify te beluisteren.

## Hitnoteringen
Het lied was succesvol in Nederland. In zowel de Mega Top 100 als de Top 40 kwam het tot de vijfde positie. Het stond zeventien weken in de Mega Top 100 en elf weken in de Top 40.

## Andere versie
De band nam ook een Duitstalige versie op met de titel Bist Du Geil Oder Willst Du Torte?, maar dit werd geen hit.